# Pierre Guimard
Pour les articles homonymes, voir Guimard.
Pierre Guimard, né le 10 août 1978 à Toulouse, est un producteur, réalisateur, chanteur et musicien français.

## Carrière
Pierre Guimard est né à Toulouse mais a grandi en Normandie et en région parisienne.
Dans un cadre lycéen il crée avec des copains le groupe Noisy Fate, de la Team Nowhere, à la fin des années 1990. Il quitte ensuite le groupe pour aller jouer en tant que bassiste de Jean-Louis Aubert en 2003. On peut le voir dans le DVD Comme on a fait. 
Il décide alors de se consacrer à sa carrière en solo, et, seul avec sa guitare et son harmonica, il fait les premières parties de Raphael en 2006.
Le 28 août 2006 sort son premier album De l'autre côté, qu'il a entièrement composé, et dont la plupart des textes sont de Jérôme Attal.
Pierre Guimard a également travaillé avec Ben Kweller, (dont il fera également quelques premières parties).
En 2007, il est nommé aux Victoires de la musique dans la catégorie "Album révélation de l'année".
On peut l'apercevoir dans le film Je vais bien, ne t'en fais pas de Philippe Lioret où il interprète un musicien.
Son dernier album "Les beaux souvenirs ne meurent jamais" est sorti le 22 juin 2009.
Il assure la première partie de Calogero à l'automne 2009.
En 2009, il prend sous son aile Nili Hadida et Benjamin Cotto du groupe Lilly Wood and the Prick. Il produit et enregistre le premier EP du groupe Lilly Who And The What? avec son label Choke Industry. Sous licence avec Cinq7/Wagram, il enregistre l'album Invincible Friends qui sort en mai 2010 (récompensé aux Victoires de la musique 2011, catégorie révélation du public).
Il est le fondateur des studios Artistic Palace.

## Discographie
- 2006 : De l'autre côté

1. Un jour comme les autres
2. De l'autre côté
3. Je t'écris d'Angleterre
4. Elle donne libre corps à ma pensée
5. Stéphanie
6. Donne-toi
7. Le Parc où l'on s'aimait
8. Marche ou crève
9. On tourne autour (avec Mayane Delem)
10. Quand tu vas mal
11. Le ver est dans la pomme
12. En rester là
13. Plaies ouvertes

- 2009 : Les beaux souvenirs ne meurent jamais

1. Je m'arrête à toi
2. Deux sous la pluie
3. Les beaux souvenirs ne meurent jamais
4. Pas du tout mon amour
5. De l'or
6. Sorry Lisa
7. Le rêve américain
8. Sur la ligne
9. La vie difficile
10. Accroché
11. La maison
12. Morning Rain
13. Disparue Albertine